# Emil Nödtveidt
Pour les articles homonymes, voir Nödtveidt.
Emil Nödtveidt, né le 11 novembre 1976 à Uddevalla (Suède), est un guitariste, compositeur et producteur suédois de metal,.

## Biographie
Il vit essentiellement à New York.
Il perd tragiquement son frère ainé Jon Nödtveidt en 2006 (suicide par arme à feu). Son frère Jon faisait partie du groupe Dissection.
Dès l’âge de 16 ans, il sort son premier album avec son « collègue » et ami Andreas Bergh.
Également producteur pour avoir le contrôle total sur ses créations, sur l’image sonore, il enregistre lui-même à New York] ou à Stockholm. Il était notamment propriétaire du Black Syndicate Studio.
De 1993 à 2000, il est guitariste du groupe suédois Swordmaster sous le nom d’artiste Nightmare,.
De 1995 à 1998, il fait aussi partie du groupe Ophtalamia sous le nom d’artiste Night, et en 1995, du groupe Outbreak sous le pseudonyme Ripper.
Dès 2000, Emil Nödtveidt crée le groupe suédois Deathstars, il en est non seulement guitariste mais aussi compositeur, cofondateur et producteur du groupe sous le nom d’artiste Nightmare Industries.

### Interviews
De nature très réservée, Emil se prête à peu d’interviews, laissant souvent ce soin à Andreas Bergh (chanteur). Quand il s’y prête, il aborde les événements avec clarté et rapidité.
Il définit le style musical de Deathstars entre noirceur et glamour, son public comme étant très hétéroclite : metalleux, gothiques, « normaux », jeunes et moins jeunes, et l’avis du grand public sur Deathstars particulièrement tranché : on adore ou on déteste.
Souvent interviewé sur l’arrivée et le départ de membres du groupe, les périodes intensives de tournée ayant creusé les années entre la sortie de deux albums consécutifs, il résume : « Le départ du guitariste Eric Bäckman (alias Cat Casino), se justifie par le manque d’affinité de ce dernier pour les longues tournées éreintantes.
Vers 2010, le batteur Ole Öhman (alias Bone W Machine) est remplacé par Oscar Laender (alias Vice). Ole Öhman ayant des problèmes de santé (Tennis elbow), Oscar Laender commence par le remplacer en tournée. Les autres membres du groupe doivent avec regret accepter le départ de Bone pour accueillir le jeune Vice, l’intégration de ce dernier fût rapide humainement et professionnellement.
Un long laps de temps de cinq ans s’est écoulé entre les deux albums Night electric Night et The Perfect Cult en raison de nombreuses tournées, non seulement liées à l’album Night Electric Night mais suivies d’une seconde longue tournée en première partie du groupe Rammstein (fin 2010, 2011) ».

### Composition
Concernant le travail de composition, Emil Nödtveidt travaille en étroite collaboration avec le chanteur du groupe Andreas Bergh. Les paroles sont toujours issues du vécu et la phase de production serait elle plutôt basée sur la persévérance, la réflexion plutôt que de l’étincelle.
Il a entièrement écrit et produit l’album Termination Bliss alors qu’il traversait une des périodes les plus noires de son existence : le suicide de son frère Jon Nodtveidt pour qui il écrira Via the end le soir même de sa mort,.